# Trachinotus mookalee
Trachinotus mookalee är en fiskart som beskrevs av Cuvier 1832. Trachinotus mookalee ingår i släktet Trachinotus och familjen taggmakrillfiskar. Inga underarter finns listade i Catalogue of Life.